# 涂镇兴
涂镇兴（？—1856年），太平天国将领。清代广西省人。
涂镇兴参加金田起义。原为萧朝贵部卒，后属杨秀清。1853年，随军至天京，授殿右二指挥。1853年9月，调任东殿七承宣，职同检点，十月，升赐恩赏丞相。1854年8月，率军西征，奉杨秀清命出巡安徽、湖北沿江地带。11月，守湖北田家镇。清朝军队攻下田家镇，涂镇兴退驻江西九江、湖口堵击清军。1856年春，涂镇兴任春官正丞相，援救镇江，参加破清朝江南大营之役。4月，在镇江下蜀镇阵亡。